# El Defensor de Granada
El Defensor de Granada fue un diario español de ideología liberal-progresista, editado en Granada entre finales del siglo XIX y el primer tercio del siglo XX. Desde 1907 perteneció a la Sociedad Editorial de España. Desapareció tras el estallido de la guerra civil española. 

## Historia
Fundado en 1880 por Luis Seco de Lucena Escalada, en su etapa inicial el diario contó con la financiación y el apoyo de José Genaro Villanova, rico empresario y político granadino. Su ámbito de difusión se circunscribía a la ciudad de Granada. En 1907 se unió a la Sociedad Editorial de España (posteriormente reconstituida como Sociedad Editora Universal), empresa que ya era propietaria de otros destacados diarios de ámbito nacional como El Imparcial o El Heraldo de Madrid.
El periódico se convirtió en el principal portavoz del liberalismo, el laicismo, la modernización del país y la regeneración política, lo que le proporcionó un amplio público y le permitió ganar más influencia que otros periódicos. En 1927 tenía una tirada de 12.000 ejemplares diarios, lo que lo convertía en el periódico más importante de Granada. En el ámbito periodístico local, por entonces sus principales competidores eran el Noticiero Granadino, La Publicidad y en menor medida La Gaceta del Sur.
En los últimos doce años de existencia fue dirigido por el eminente escritor y periodista Constantino Ruiz Carnero, que también destacó en su faceta política y llegó a ser alcalde de Granada por un breve período. Tras la proclamación de la Segunda República, durante la década de 1930 El Defensor de Granada se manifestó claramente como simpatizante por el nuevo régimen. En estos años su principal rival periodístico fue el diario Ideal, de inspiración católica y conservadora.
Coincidiendo con el comienzo de la guerra civil española, el 20 de julio de 1936 El Defensor de Granada fue clausurado por mandato de los militares golpistas, siendo sus instalaciones asaltadas. La propiedad quedó incautada por las fuerzas sublevadas. Su director fue detenido días más tarde, el 27 de julio, y asesinado un día sin determinar de principios de agosto de 1936. La represión también alcanzó a otro de sus periodistas, Eufrasio Martín, cuya esposa fue asesinada en lugar de él —por no encontrarse en Granada—. La contienda supuso, en definitiva, la desaparición del diario.

## Colaboradores destacados
El periódico contó a lo largo de su existencia con la colaboración de notables figuras como Ángel Ganivet, Paco Seco de Lucena, Francisco de Paula Valladar, Luis Fernández de Córdoba, Federico Olóriz Aguilera, Constantino Ruiz Carnero, Antonio Afán de Ribera, Francisco Javier Simonet, Nicolás María López, Ramón Noguera Bahamonde, Alberto Álvarez de Cienfuegos Cobos y Francisco de Paula Villa-Real.